# Асос
Асос (тур. Assos, грч. Άσσος, лат. Assus) је мали историјски град у провинцији Чанакале у Турској. Током Плинија Старијег (1. век) град је носио име Аполонија (грч. Απολλωνια).
По напуштању Платонове Академије у Атини, Аристотел (коме се придружио Ксенократ) отишао је у Асос, где га је дочекао краљ Хермија, и отворио академију у овом граду. Аристотел се оженио Питијом, усвојеном Хермијином ћерком. На академији у Асосу, Аристотел је постао шеф групе филозофа и заједно са њима је извршио иновативна запажања о зоологији и биологији. Када је Ахеменидско царство напало Асос, краљ Хермија је ухваћен и убијен. Аристотел је побегао у Античку Македонију, којом је владао његов пријатељ Филип II Македонски. Тамо је подучавао Филиповог сина Александра Великог. На улазу у град налази се савремена Аристотелова статуа.
Дела апостолска односе се на посете Луке Јеванђелиста и апостола Павла.
Од 2017. уписан је на оквирну листу места светске баштине у Турској.

## Географија
Иако је град званично назван Бехрамкале (изговор ), већина људи је још увек назива древним именом Асос. Град се налази на јужној страни полуострва Бига, познатијег под древним именом Троада. Асос се налази на обали Адрамитског залива.
Већи део околине је видљив из древног храма Атине, изграђен на врху трахит гребена. Поглед из овог храма пружа се на оближњи Лезбос на југу, Пергам на југоистоку и планину Ида у Фригији на истоку. На северу тече река Тузла.
Асос је имао једину луку на 80 km северне обале Адрамитског залива. Ово је Асос учинило кључном бродарском станицом кроз Троад.

## Историја
Град је основан од 1000 до 900 пре нове ере од Еолци колониста из Лезбоса, који изричито се каже да су дошли из Метимна. Досељеници су саградили дорски храм Атина на врху гребена 530. п. н. е.. Из овог храма Хермија из Атарнеја, ученик Платона, владао је Асосом, Троадом и Лезбосом неко време, под којим је град доживео свој највећи процват. Под његовом влашћу подстицао је филозофе да се преселе у град. Под овим утицајем, 348 пре нове ере Аристотел је дошао овде и оженио се усвојеном Хермијином ћерком Питијом, пре него што је 345. п. н. е. отишао у Лезбос. Овај „златни период” Асоса завршио се неколико година касније када је Ахеменидско царство мучило Хермија до смрти.
Персијанце је отерао Александар Велики 334. п. н. е.. Између 241. и 133. п. н. е., Градомом су владали Пергамонски краљеви. Међутим, 133 пре нове ере, Пергамони су изгубили контролу над градом док га је апсорбирало Римско царство.
Према хришћанској традицији, апостол Павле је такође посетио град током свог трећег мисионарског путовања кроз Малу Азију, између 53—57. нове ере, на путу за Митилену на острву Лезбос.
Од овог периода надаље, Асос се претворио у мало село, какво је остало и од тада. Рушевине око Асоса и даље се ископавају.
Стубови древне луке постојали су више миленијума.
Почетком 1900-их покушан је премештај Атенског храма. Велики део уметности пресељен је у музеје попут Лувра. Пронађене укључује слике митских бића и хералдичких догађаја.
Године 2018. археолози су открили хелинистичку неоштећену породичну гробницу, на којој је исписано име Аристиос. Гробница је припадала породици 21 годину. Један од чланова породице се обично сахрани, док се преосталих 20 кремира и њихов пепео се смести унутар сличне вазе урне. Поклопци су запечаћени цементом како би се спречило да било која страна материја уђе.

## Садашњост
Многе старе зграде Асоса данас су у рушевинама, али Бехрамкале (модерно име града) и даље је активно. И даље служи као лука за Троаду. На Акропољу 238 метара надморске висине налазе се остаци дорског храма Атене, који датирају из 530. п. н. е.. Преостало је шест од првобитних 38 стубова. Западно се налази добро очуван бедем и главна капија чини 14 метара куле. Јужније према морској обали налази се позориште из трећег века пре нове ере изграђено за 5000 гледалаца.
Низ брда на ивици према мору сада се налазе пансиони, пензије и ресторани.
Постоји мала шљунчана плажа. У понуди су обиласци бродом и обилазак самог засеока. Иако је уски пут до засеока стрм, на морској обали непрестано струје аутомобили и минибусеви.
Године 2018. археолози су открили многе Стригиле. Неке пронађене пруге биле су од гвожђа, али већина од бронзе.
Археолози у Асосу, у Турској, открили су 2200 година стару скулптуру лава из хеленистичке ере и 1500 година стару камену пећ која датира из Византије. Према речима професора Нуретина Арслана, статуа је ископана из конструкције која је некада била гостионица током целог тог периода, а један од налаза византијског периода садржавао је шпорет са три лонца.